# Río Grande (fleuve)
Pour les articles homonymes, voir Rio Grande.
Le río Grande (en anglais prononcé : [ˈɹiːoʊˈɡɹænd] ou prononcé : [ˈɹi.o ˈɡɹɑnde] et en espagnol prononcé : [ˈri.o ˈɡrɑnde]), nommé ainsi aux États-Unis, nommé río Bravo del Norte (prononcé : [ˈri.o bɾa.βo ð̞el ˈnorte]) ou plus communément río Bravo au Mexique, est un fleuve long de 3 060 km qui prend sa source dans le Colorado et sert de frontière entre le Mexique et les États-Unis (ce qui fait de lui une limite naturelle) sur les 2 018 derniers kilomètres de son cours.

## Hydrologie
Le fleuve prend sa source dans les montagnes Rocheuses, dans l'État américain du Colorado, plus précisément dans le massif de San Juan (comté de Hinsdale). Il traverse la vallée de San Luis également située dans le Colorado, passe par le Nouveau-Mexique, puis le Texas, où il sert de frontière naturelle avec le Mexique, jusqu'à ce qu'il se jette finalement dans le golfe du Mexique. Le fleuve mesure environ 3 060 kilomètres et son bassin hydrographique s'étend sur 896 000 km2. Le fleuve coule d'abord depuis sa source vers l'est pour rejoindre la vallée de San Luis. Ensuite, il oblique et se dirige vers le sud jusqu'à Las Cruces. Son cours s'infléchit ensuite pour prendre une direction sud-est. Au niveau du parc national de Big Bend, il décrit un grand coude qui est d'ailleurs à l'origine du nom du parc (« parc du Grand Coude » en français) où il forme le canyon de Santa Elena puis le canyon Boquillas. Ensuite, il reprend une direction sud-est jusqu'à son embouchure. Le fleuve coule à une altitude élevée dans une large vallée dans la partie supérieure de son cours au Nouveau-Mexique. À El Paso, il se trouve encore à 1 147 m d'altitude. Cette large vallée est faite d'une succession de bassins sédimentaires et pour passer d'un bassin à un autre il doit creuser des canyons. Son lit y soutient un fragile écosystème sous forme de forêt galerie. Les régions qu'il traverse sont en grande majorité arides.

### Villes traversées

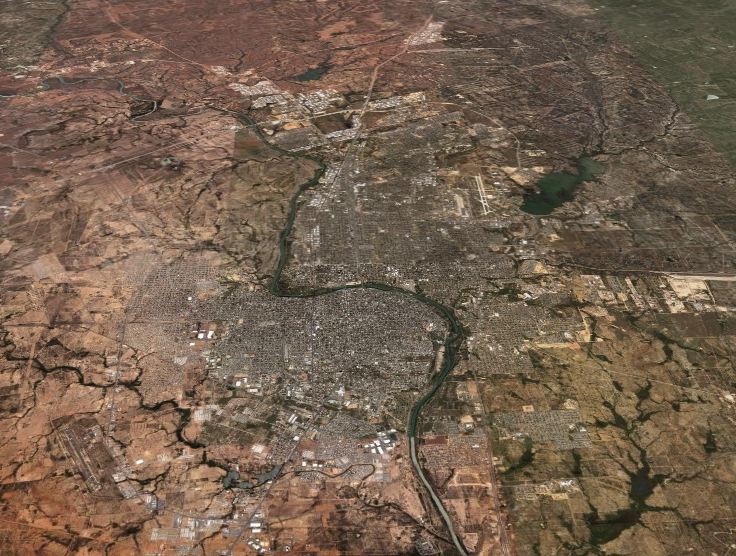
Les villes jumelles de Laredo (Texas) à droite et Nuevo Laredo (Mexique) à gauche, traversées par le Rio Grande.

Le fleuve traverse au Nouveau-Mexique les villes d’Española, Albuquerque, Socorro et Las Cruces. Sa vallée y abrite également la ville de Santa Fe mais celle-ci n'est pas baignée par le fleuve. Sur la frontière commune au Mexique et au Texas toute une série de villes jumelles se faisant face de part et d'autre de la frontière jalonnent son cours : 
- El Paso (Texas) et Ciudad Juárez (Mexique) ;
- Del Rio (Texas) / Ciudad Acuña (Mex.) ;
- Eagle Pass (Texas) et Piedras Negras (Mex.) ;
- Laredo (Texas) / Nuevo Laredo (Mex.) ;
- McAllen (Texas) / Reynosa (Mex.) ;
- Brownsville (Texas) / Matamoros (Mex.).

### Affluents
Le río Conchos, avec un débit moyen de 100 m3/s assure à lui tout seul 60 % du débit du río Bravo. Il draine essentiellement un tiers de l'État mexicain de Chihuahua. Il se jette dans le río Bravo à Ojinaga, en rive droite, au sud d'El Paso, après avoir parcouru 910 km et drainé une surface de 62 881 km2. Le río Pecos est l'autre grand affluent du río Bravo. Il draine l'est du Nouveau-Mexique et du sud-ouest du Texas. Il se jette dans le río Bravo, en rive gauche, non loin de Del Rio après avoir parcouru 1 490 km et avoir drainé une surface de 99 197 km2.

### Embouchure
En se jetant dans le golfe du Mexique le Rio Bravo forme un petit delta sablonneux. Durant l'été 2001, un banc de sable de 100 m de large s'est formé à l'embouchure du fleuve l'empêchant de rejoindre la mer. C'était la première fois de mémoire d'homme que cela se produisait. Le banc de sable fut dragué mais il se reforma presque aussitôt après. Il fallut attendre les abondantes pluies de printemps de l'année suivante pour que le banc soit rejeté plus loin à la mer mais il revint durant l'été 2002. À compter de septembre 2006, le fleuve put de nouveau rejoindre le golfe du Mexique. La région de l'embouchure du fleuve s'appelle communément la Rio Grande Valley et est une région fertile où est pratiquée une agriculture intensive.

### Modification de son cours

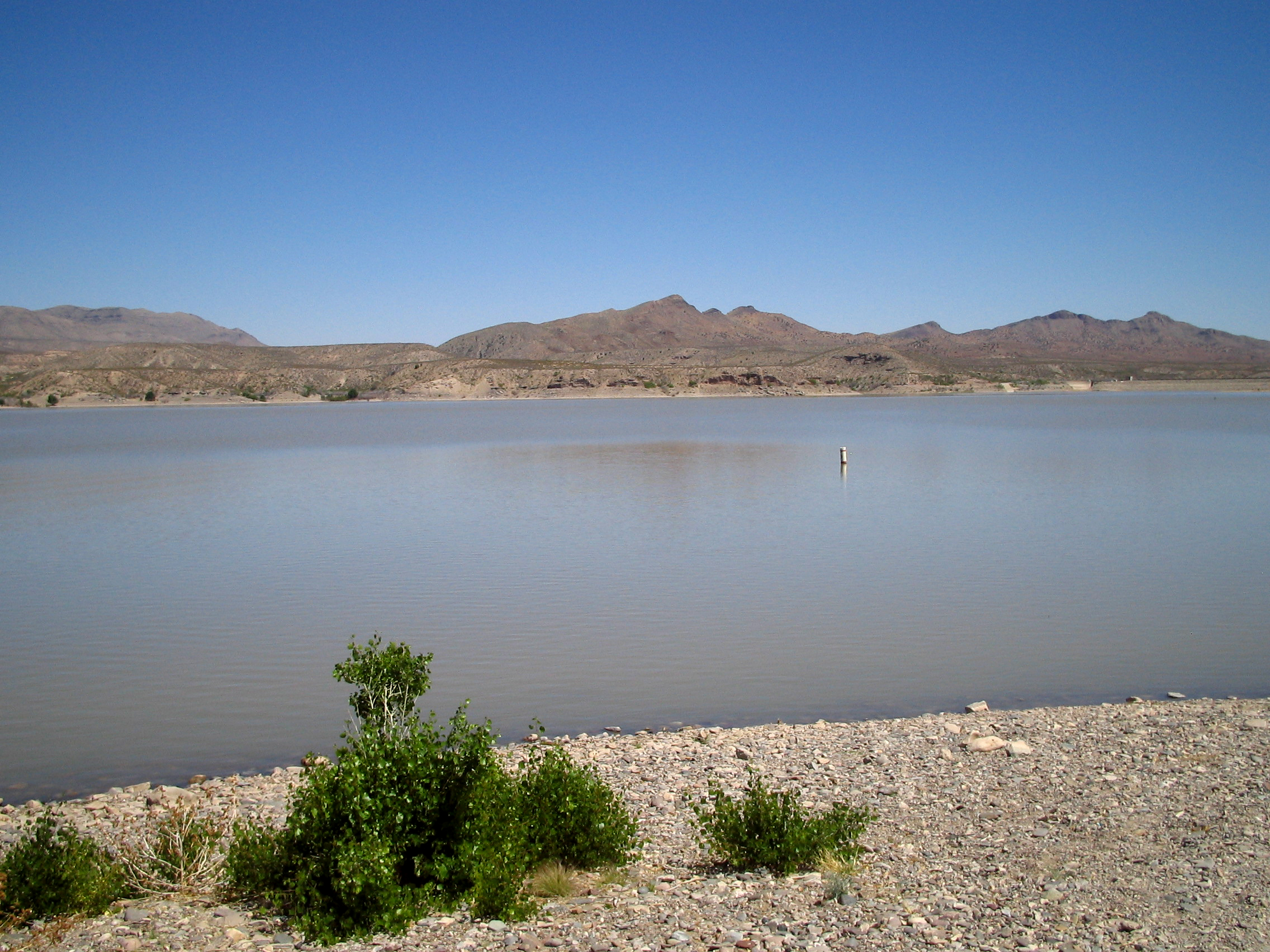
Le lac Cabello, un lac de barrage sur le cours du Rio Grande.

Le Rio Bravo n'a pas toujours été ce qu'il est aujourd'hui. Au début de l'ère quaternaire, le lit actuel du Rio Bravo était en fait occupé par deux fleuves distincts : le Rio Bravo supérieur et le Rio Bravo inférieur. Le Rio Bravo supérieur coulait dans l'actuelle haute vallée du Rio Bravo au Nouveau-Mexique mais ses eaux ne parvenaient pas jusqu'à l'océan. Elles se perdaient dans les bassins endoréiques du sud du Nouveau-Mexique, du Trans-Pecos et du nord de Chihuahua. Au milieu du Pléistocène, il a été capturé par le Rio Bravo inférieur et ses eaux ont pu rejoindre le golfe du Mexique.

### Débits
Le río Bravo a un débit moyen de 160 m3/s à son embouchure, soit 1/100 de celui de son puissant voisin le fleuve Mississippi. La surface de son bassin versant est de 607 965 km2. Son débit spécifique s'élève donc à 0,26 l•s−1 •km−2 et la lame d'eau écoulée annuellement sur l'ensemble de son bassin versant est de seulement 8 mm. Ces valeurs très faibles sont liées au fait que le río Bravo draine essentiellement les eaux de régions soumises à un climat semi-aride. Son bassin versant est en effet occupé pour une bonne partie par le désert de Chihuahua, une région où les précipitations annuelles ne dépassent pas les 250 mm.
La section la plus inhospitalière est celle comprise entre Ciudad Juárez et sa confluence avec le Rio Conchos. Le fleuve n'y est alimenté que par quelques rares cours d'eau au débit erratique. Il arrive même, certaines années, qu'il soit totalement à sec après une longue période de sécheresse. De plus, il est fait un usage intensif de son eau et de celles de ces affluents pour les besoins de l'irrigation. Pour ces raisons, le fleuve n'est navigable que pour de petites embarcations à faible tirant d'eau. Son débit connaît un maximum à la fin de l'été en septembre. Le sud-ouest des États-Unis est en effet soumis à la mousson et les précipitations s'y concentrent sur la période de l'année allant de juillet à septembre. 
Ce fleuve a vu son volume fortement réduit par l'exploitation de ses eaux et du fait du réchauffement climatique. En effet, le ruissellement de la neige fondue qui alimente le río Bravo est actuellement à peu près moitié moindre que la moyenne enregistrée durant la fin du XXe siècle. En 2018, le fleuve s'est transformé en piste craquelée sur plusieurs dizaines de kilomètres dès le printemps.

## Histoire

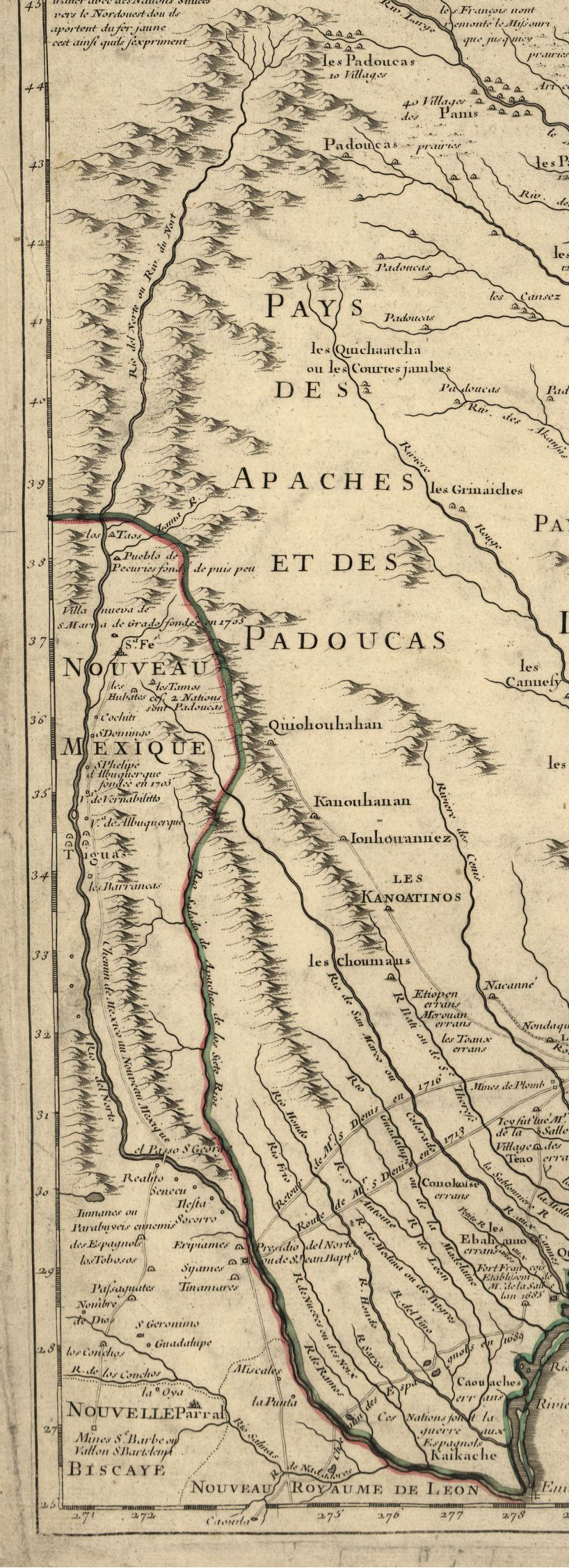
Le Rio Grande (Río del Norte) tel que cartographié en 1718 par Guillaume Delisle.

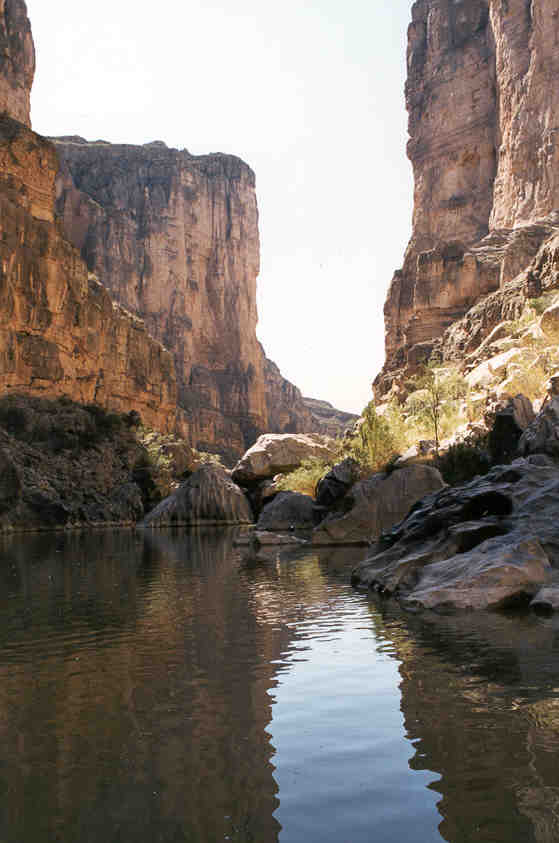
Le Rio Grande dans le Big Bend National Park.

Auparavant, le Mexique s'étendait bien au-delà du río Bravo et englobait des États de l'actuel sud-ouest américain comme la Californie et le Texas. Mais la guerre qui opposa Antonio López de Santa Anna et James Polk entraîna la perte d'un peu moins de la moitié du territoire mexicain. Les nouvelles frontières furent fixées par le traité de Guadalupe Hidalgo en 1848, celles-ci ne correspondent pas aux frontières actuelles.
Le différend qui opposait le Texas au Mexique au sujet du tracé de leur frontière commune fut à l'origine de l'invasion du Mexique par les forces armées US en 1848. En effet les Texans voulaient que cette frontière commune soit le Rio Bravo alors que le Mexique voulait que ce soit le Rio Nueces, un cours d'eau qui débouche 250 km plus au nord dans le golfe du Mexique.

## Géographie
Le long du río Bravo, sur le territoire mexicain, se trouvent des maquiladoras, usines de sous-traitance. L'Alena — accord commercial entre le Canada, les États-Unis et le Mexique entré en vigueur en 1994 — a encouragé l'apparition de celles-ci, ainsi que de villes jumelles. Il s'agit d'une série de deux villes qui se trouvent très proches l'une de l'autre mais séparées par la frontière. Cependant, le Mexique subit depuis la fin des années 1990, malgré la proximité géographique avec les États-Unis qui joue en sa faveur, une concurrence de plus en plus accrue de la part de la Chine, où les salaires sont moins élevés.
L'utilisation de l'eau du fleuve suscite parfois des tensions politiques, car les ressources sont limitées alors que la consommation est importante. 
Le río Bravo est aussi le point de passage pour de nombreux émigrants latino-américains qui essaient de trouver de meilleures conditions de vie aux États-Unis. Ces clandestins sont surnommés espaldas mojadas en espagnol et wetbacks en anglais, ces deux expressions signifiant dos mouillés. Au niveau du parc national de Big Bend, le río Grande est traversable à pied à plusieurs endroits. La frontière entre les États-Unis et le Mexique est relativement poreuse à cet endroit, et des ressortissants mexicains la traversent tous les jours pour vendre des produits de leur artisanat aux touristes visitant le parc.

## Géologie

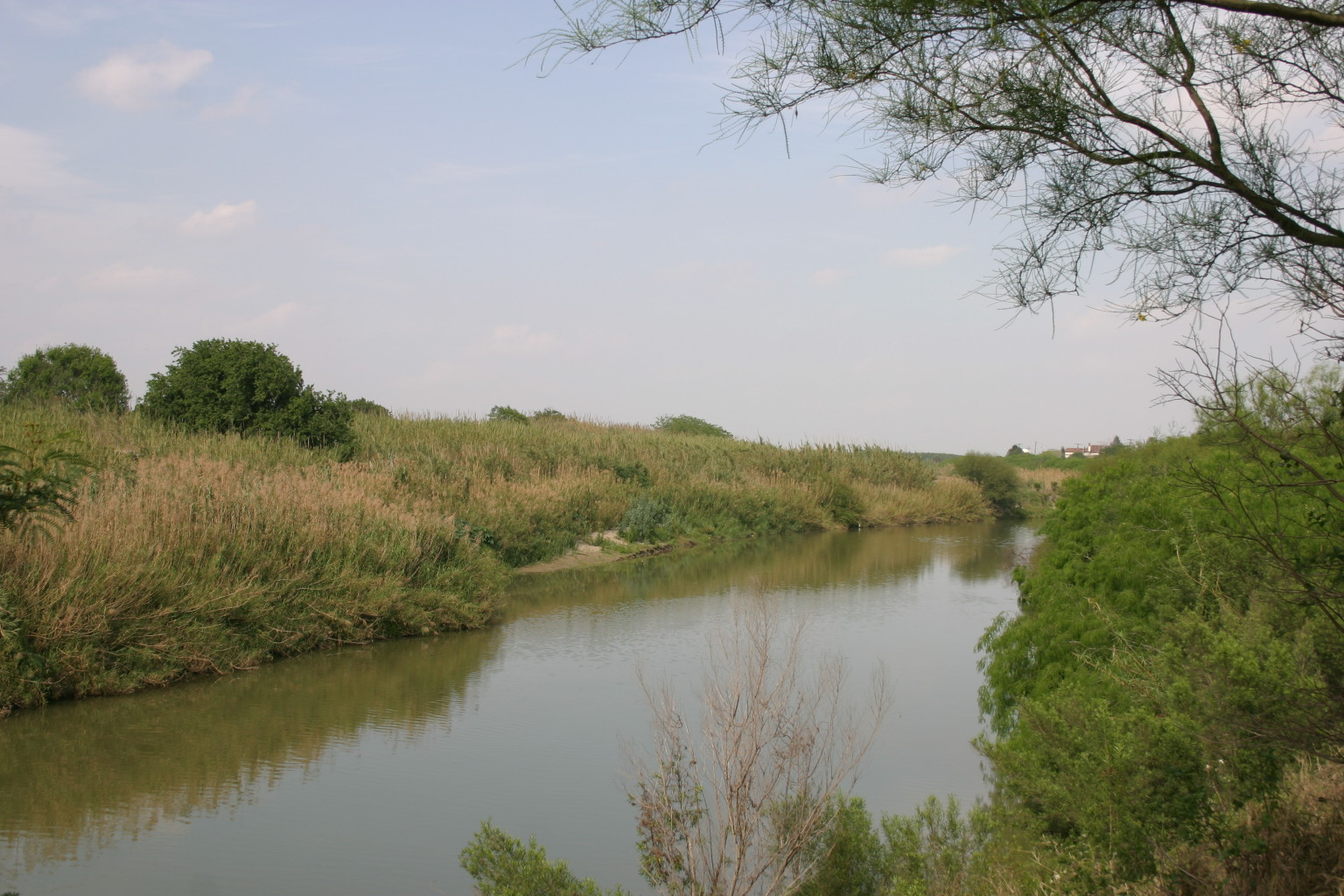
Le Rio Grande près de Matamoros, Tamaulipas.

La vallée dans laquelle coule le río Bravo depuis le centre du Colorado jusqu'à la ville d’El Paso au Texas est un long fossé d'effondrement d'origine tectonique bordé de montagnes. C'est un exemple d'amorce d'un rift continental.
L'accumulation de chaleur sous la lithosphère continentale provoque un mouvement de divergence entre les deux côtés du río Bravo. Il est déjà possible de remarquer le volcanisme actif caractéristique d'une telle amorce. Le processus prendra plusieurs millions d'années.

## Dans la culture
- Le fleuve est au centre du film Rio Grande (1950) de John Ford.
- L'Aventurier du Rio Grande, film américain de Robert Parrish (1959).
- Le fleuve donne son nom à une célèbre chanson et un album éponyme d'Eddy Mitchell.
- Le fleuve, en tant que frontière entre les États-Unis et le Mexique, est le sujet de l'exposition de Zoe Leonard « Al río / To the River », en 2022, au musée d'art moderne de Paris[4].